# Camuflagem militar

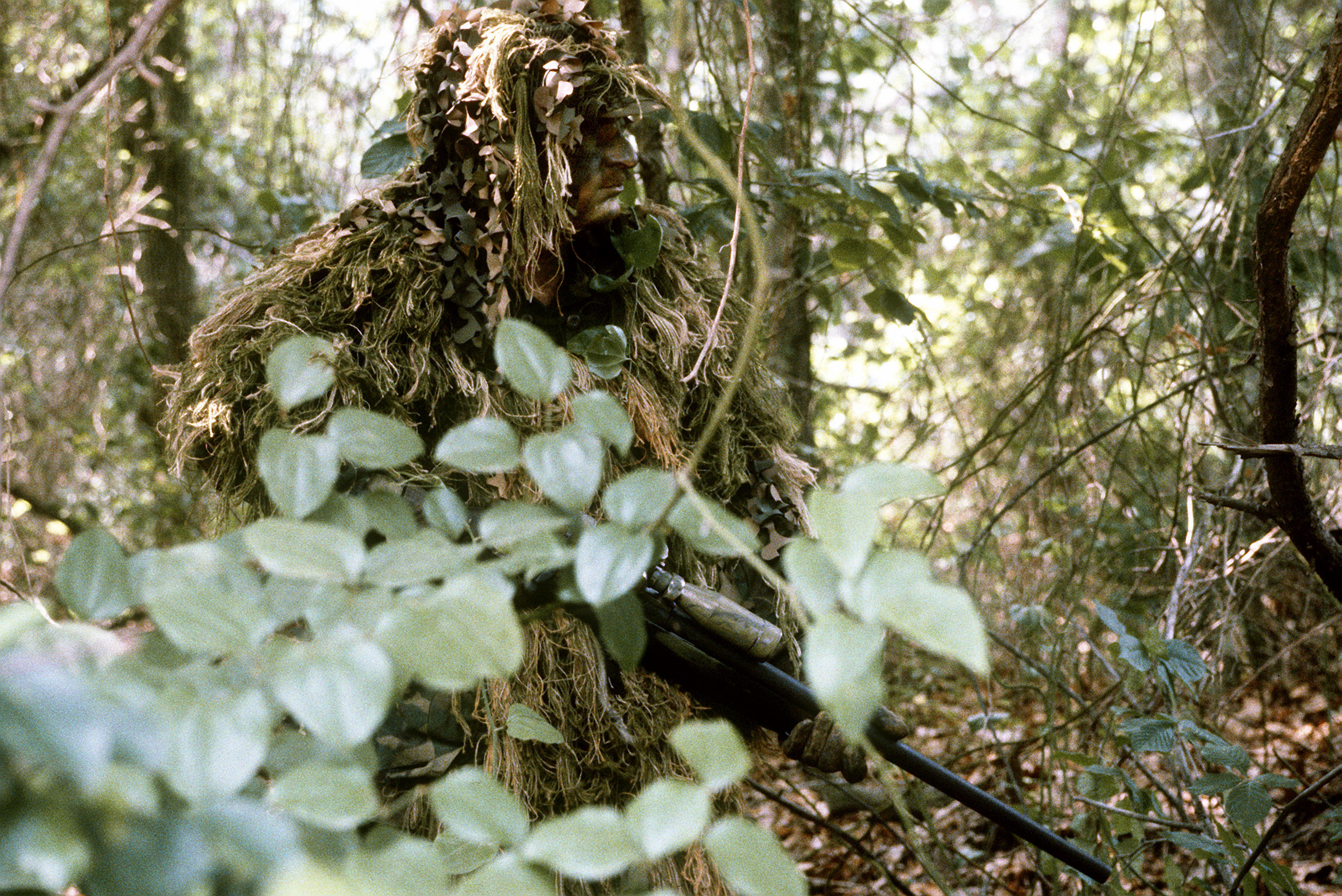
Um militar camuflado com um traje Ghillie.

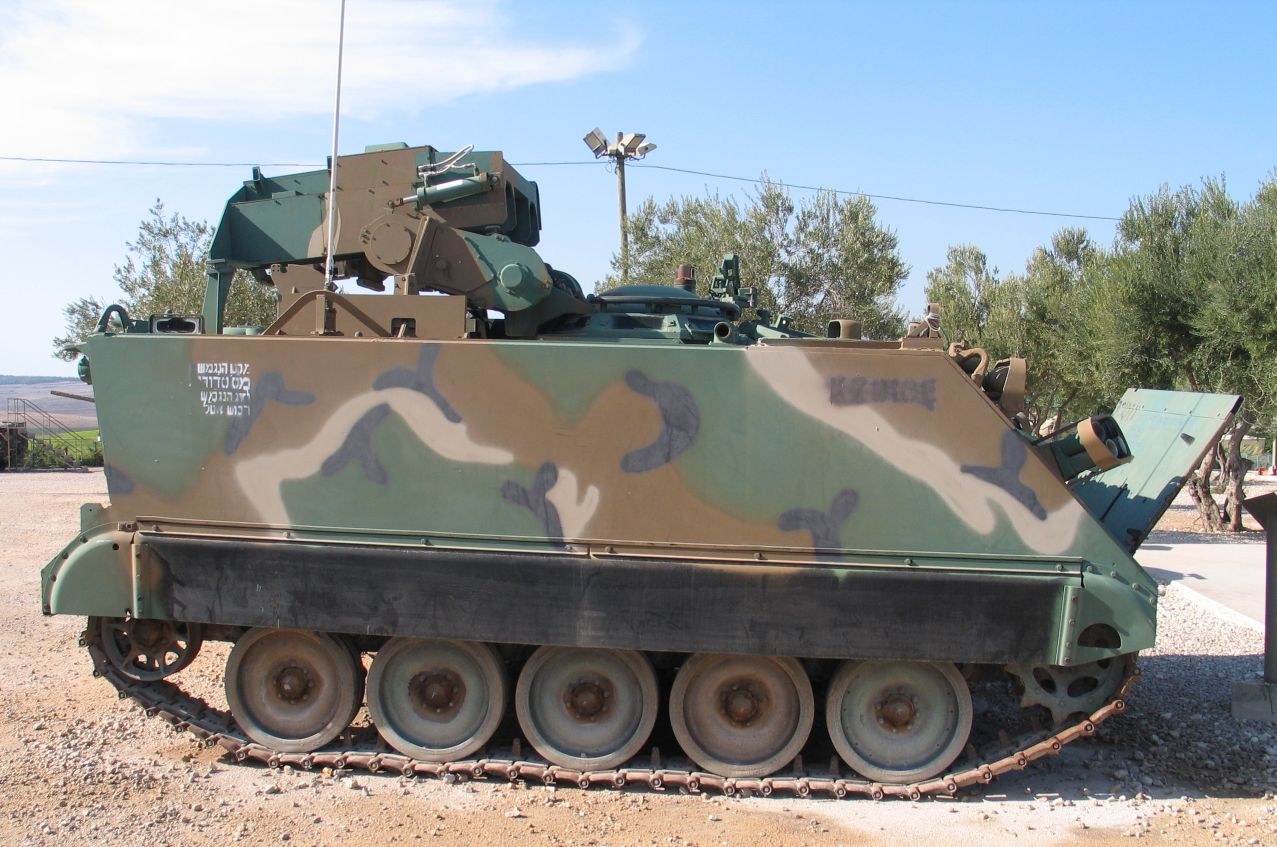
Um blindado M901 com camuflagem de floresta.

A camuflagem é o conjunto de técnicas e métodos que permitem a um dado indivíduo ou objeto permanecer indistinto do ambiente que o cerca.
Na era contemporânea, camuflagem tornou-se uma técnica estratégica nas operações militares, especialmente durante o combate e missões de inteligência e reconhecimento.
O principal objetivo da camuflagem militar é enganar o inimigo como a presença, posição e intenções das formações militares. As técnicas de camuflagem incluem ocultação e disfarce, aplicadas a veículos, soldados e posições.
A visão é o principal sentido de orientação em humanos, e a principal função da camuflagem é enganar o olho humano. Camuflagem funciona através de ocultação. Na guerra moderna, algumas formas de camuflagem, por exemplo pinturas faciais, também oferecem ocultação de sensores infravermelhos, enquanto os têxteis CADPAT, além disso, ajudam a fornecer ocultação a partir de radar.

## História
Sabe-se que durante o século XIX, na Guerra Franco-Prussiana, o exército francês sofreu um número elevado de baixas graças à cor vermelha das calças da farda de sua infantaria. A cor berrante - até então motivo de orgulho para os soldados franceses - ajudava o inimigo a identificar facilmente seus alvos no meio da floresta predominantemente verde, e mais ainda em campos abertos. Após o conflito, a cor dos uniformes militares franceses foi alterada.